# Hofmark Wolkersdorf
Die Hofmark Wolkersdorf war eine Hofmark mit Sitz in Wolkersdorf, heute ein Gemeindeteil von Kirchanschöring im oberbayerischen Landkreis Traunstein.
Wolkersdorf war als eigene Hofmark 1651 in den Besitz der Familie von Lodron gekommen. Zuvor war Wolkersdorf im Besitz der Ritterfamilie Panicher und ab 1593 der Auer von Winkel zu Gessenberg.